# Церква Успіння Пресвятої Богородиці (Мушкарів)
Церква Успіння Пресвятої Богородиці в Мушкареві — парафія і храм Борщівського благочиння Тернопільської єпархії Православної церкви України в селі Мушкарів Чортківського району Тернопільської области.
Оголошена пам'яткою архітектури місцевого значення (охоронний номер 405).

## Історія церкви
Храм був збудований у період з 1906 по 1912 рік. Освячення відбулося у 1912 році на свято Успіння Пресвятої Богородиці, і провів його єпископ Станиславівський Григорій Хомишин.
Парафія належала до Кудринецького деканату. Священники з 1786 року проживали в селі Мишків, де знаходився парафіяльний будинок. У 1961 році храм закрили, але у 1989 році богослужіння було відновлено.

## Парохи
- о. Василь Чайківський (1919—1920),
- о. Михайло Дмитерко (1920—1940),
- о. Антін Барицький (1940—1942),
- о. Михайло Дмитерко (1942—1944),
- о. Роман Маковей (1944—1947),
- о. Микола Сікора (1947—1957),
- о. Володимир Герус (1957—1959),
- о. Степан Гордійчук (1959—1961),
- о. Ковпан,
- о. Костецький,
- о. Бибик,
- о. Друзик,
- о. Вирозуб,
- о. Іван Григорів (з 1990).